# 오코우치촌 (야마나시현)
오코우치촌(大河内村)은 야마나시현 니시야쓰시로군에 있던 촌이다. 현재의 미나미코마군 미노부정 남동부에 해당한다.

## 역사
- 1874년 1월 - 야쓰시로군 11개 촌이 합병해 오코우치촌이 성립하였다.
- 1878년 7월 22일 - 군구정촌편직법에 의해 오코우치촌은 니시야쓰시로군에 소속되었다.
- 1889년 7월 1일 - 정촌제 시행에 의해 오코우치촌이 단독으로 지자체를 형성하였다.
- 1955년 2월 11일 - 미나미코마군 미노부정, 시모야마촌, 도요오카촌과 합병해, 새로운 미노부정이 성립하여, 동일 오코우치촌은 페지되었다.

## 교통

### 철도
- 일본국유철도
  - 미노부선

## 참고문헌
- 角川日本地名大辞典 19 山梨県